# ワンポット合成
ワンポット合成（—ごうせい、One-pot synthesis）とは、反応容器（通常はフラスコ）に反応物を順に投入することで多段階の反応を行う合成手法である。
多くのファインケミカル製品は多段階合成によって得られる。通常、多段階で合成を行う際には、1つの反応を行った後に、目的物を単離して精製してから次の段階の反応を行うというプロセスを繰り返す。それは、過剰に使った反応剤や副生成物が次の反応を阻害するだけでなく、十分に精製せずに次の反応を行うと、蓄積する不純物のために生成物の単離が困難になるからである。次のような多段階反応でAからEを合成する時、
{\displaystyle A{\xrightarrow {X}}B{\xrightarrow {Y}}C{\xrightarrow {Z}}D{\xrightarrow {W}}E}
ワンポット合成では、まずフラスコにA（と溶媒）を入れ、Xを加えてAがBに完全に変換されたことを確認したら、Bを単離せずに（必要に応じて溶媒を交換して）そのままYを加える。さらにZとWを順に加えていき、Eを合成する。Eが得られたところで初めて単離精製を行なう。ワンポット合成を行うためには、過剰の反応剤を使わずに反応を定量的に進行させ、反応物が系中に残らないようにしなければならないため、高度の反応制御を必要とする。しかし、ワンポット合成では各段階で単離精製を行なわないだけでなく、反応容器を1つしか使わないので、プロセスが大幅に簡略化される。単離、精製のプロセスは、溶媒を大量に使い、多量の廃棄物を生じ、時間も労力もかかる作業であるため、コストの観点からもグリーンケミストリーの観点からも好ましくない。また、単離精製プロセスで生成物の一部が失われると収率の低下を招く。そのため、多段階合成をワンポット化できれば、経済的に大きなメリットとなる。
たとえ1つのフラスコで複数の連続する反応を行ったとしても、グリニャール反応のように反応性が高くて単離が困難な中間体を生成する場合は、その中間体を単離せずに反応を進めることが通常の操作であるため、ワンポット合成とは呼ばない。また、ヒドロホウ素化–酸化反応のように、二段階目以降の反応が後処理として実行される反応や比較的単純な官能基変換反応であるものはワンポット合成とは呼ばれないことが多い。

## ワンポット合成の例

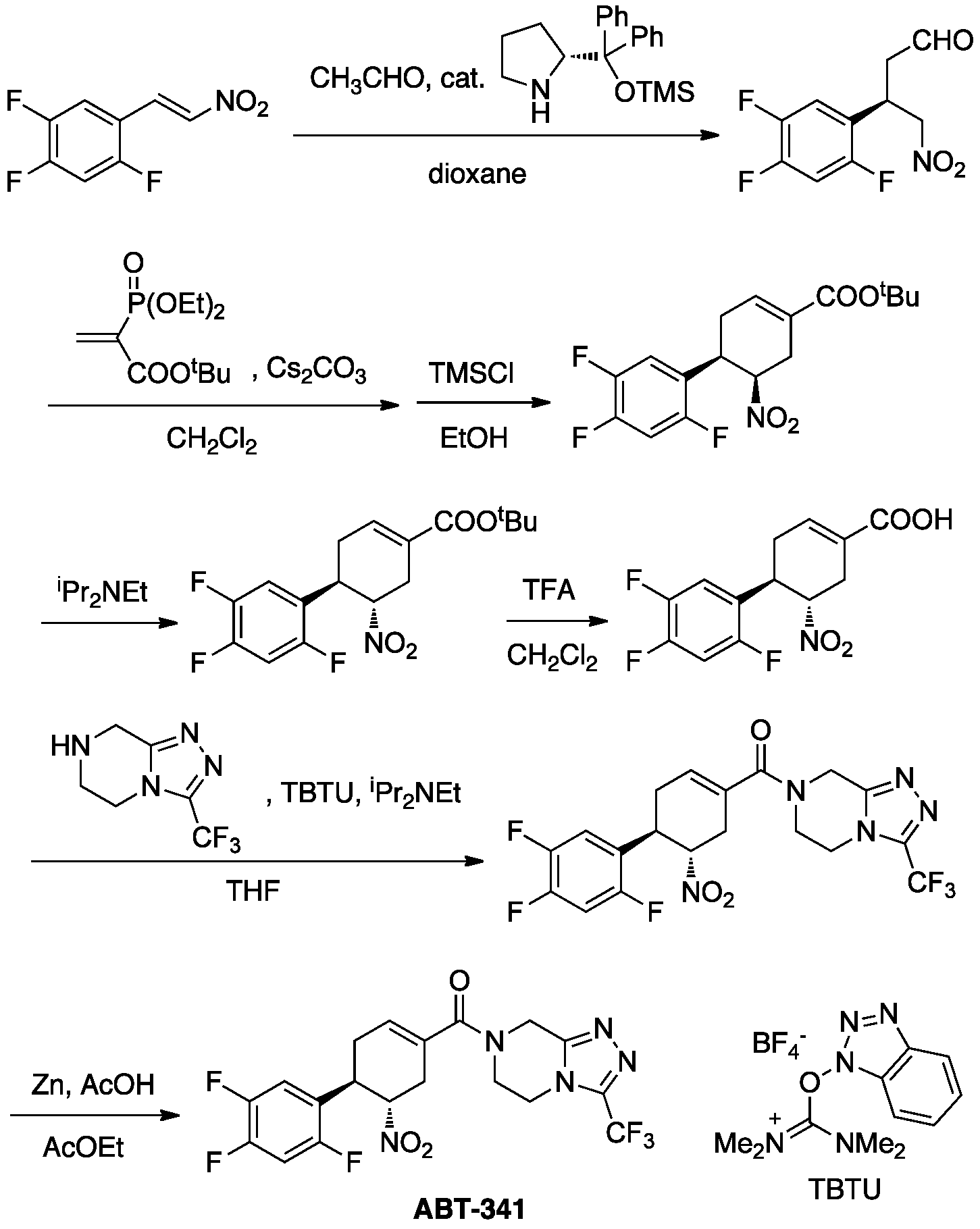
DPP4阻害剤ABT-341のワンポット合成

林雄二郎 らはDPP-4の選択的阻害剤であるABT-341をワンポット合成した。有機触媒による不斉Michael付加反応、Michael付加と連続する分子内Horner–Wadsworth–Emmons反応、熱力学的に安定なトランス体への異性化、tert-ブチル基の酸分解、アミンとの縮合、ニトロ基の還元と、6段階にもおよぶ多段階反応を、途中でいっさい単離精製せずにワンポットで行なうために、多くの工夫がされている。各段階では溶媒が最適化されており、溶媒の入れ替えが行われている。そのため、反応剤と溶媒には、特に反応の前半では揮発性の高いものが選ばれている。第二段階で塩基として使われた炭酸セシウムはエタノールと塩化トリメチルシリルから発生させた塩化水素で中和され、以後の反応に影響しない塩化セシウムに変換されている。ワンポット合成を行うことにより、ABT-341が63%と収率よく得られただけでなく、合成に必要な時間と労力、廃棄物の総量が大きく減少している。
さらに、林らは2009年に3ポット、2010年に2ポット、そして2013年にワンポットでのオセルタミビルの合成に成功した。